# 박성진 (배우)
박성진(1983년 3월 5일~)은 대한민국의 배우이다. 분야는 뮤지컬이며 일본에서 활동 하고 있다.